# Švédsko na Zimních olympijských hrách 1948
Švédsko na Zimních olympijských hrách 1948 v St. Moritz reprezentovalo 43 sportovců, z toho 42 mužů a 1 žena. Nejmladším účastníkem byl Ake Nilsson (20 let, 146 dní), nejstarším pak Ake Ericson (34 let, 259 dní). Reprezentanti vybojovali 10 medaili, z toho 4 zlaté 3 stříbrné a 3 bronzové.

## Medailisté
| Medaile | Jméno                                                     | Sport              | Disciplína             |
| ------- | --------------------------------------------------------- | ------------------ | ---------------------- |
| Zlato   | Martin Lundström                                          | Běh na lyžích      | muži 18 km             |
| Zlato   | Nils Karlsson                                             | Běh na lyžích      | muži 50 km             |
| Zlato   | Nils Östensson Nils Täpp Gunnar Eriksson Martin Lundström | Běh na lyžích      | muži štafeta 4 x 10 km |
| Zlato   | Åke Seyffarth                                             | Rychlobruslení     | muži 10 km             |
| Stříbro | Nils Östensson                                            | Běh na lyžích      | muži 18 km             |
| Stříbro | Harald Eriksson                                           | Běh na lyžích      | muži 50 km             |
| Stříbro | Åke Seyffarth                                             | Rychlobruslení     | muži 1 500 m           |
| Bronz   | Gunnar Eriksson                                           | Běh na lyžích      | muži 18 km             |
| Bronz   | Sven Israelsson                                           | Severská kombinace | muži jednotlivci       |
| Bronz   | Göthe Hedlund                                             | Rychlobruslení     | muži 5 000 m           |